# She Done Him Wrong
She Done Him Wrong és una pel·lícula de crim i comèdia estatunidenca de 1933 dirigida per Lowell Sherman i protagonitzada per Mae West i Cary Grant. La trama inclou elements melodramàtics i musicals, amb un repartiment de suport amb Owen Moore, Gilbert Roland i Louise Beavers. La pel·lícula va ser una adaptació de l'exitosa obra de teatre de Broadway de 1928 Diamond Lil de la mateixa Mae West. La pel·lícula és famosa pels molts dobles sentits i bromes de West, inclosa la seva més coneguda "Per què no véns alguna vegada i em veus?". She Done Him Wrong va ser un èxit de taquilla i la pel·lícula va ser nominada a un Oscar a la millor pel·lícula.

## Argument
A la dècada de 1890, una seductora cantant d'un club de nit s'enfronta a diversos pretendents, inclòs un condemnat fugit gelós i un atractiu membre de la lliga de temprança.

## Repartiment
- Mae West com Lady Lou
- Cary Grant com Capt. Cummings
- Owen Moore com Chick Clark

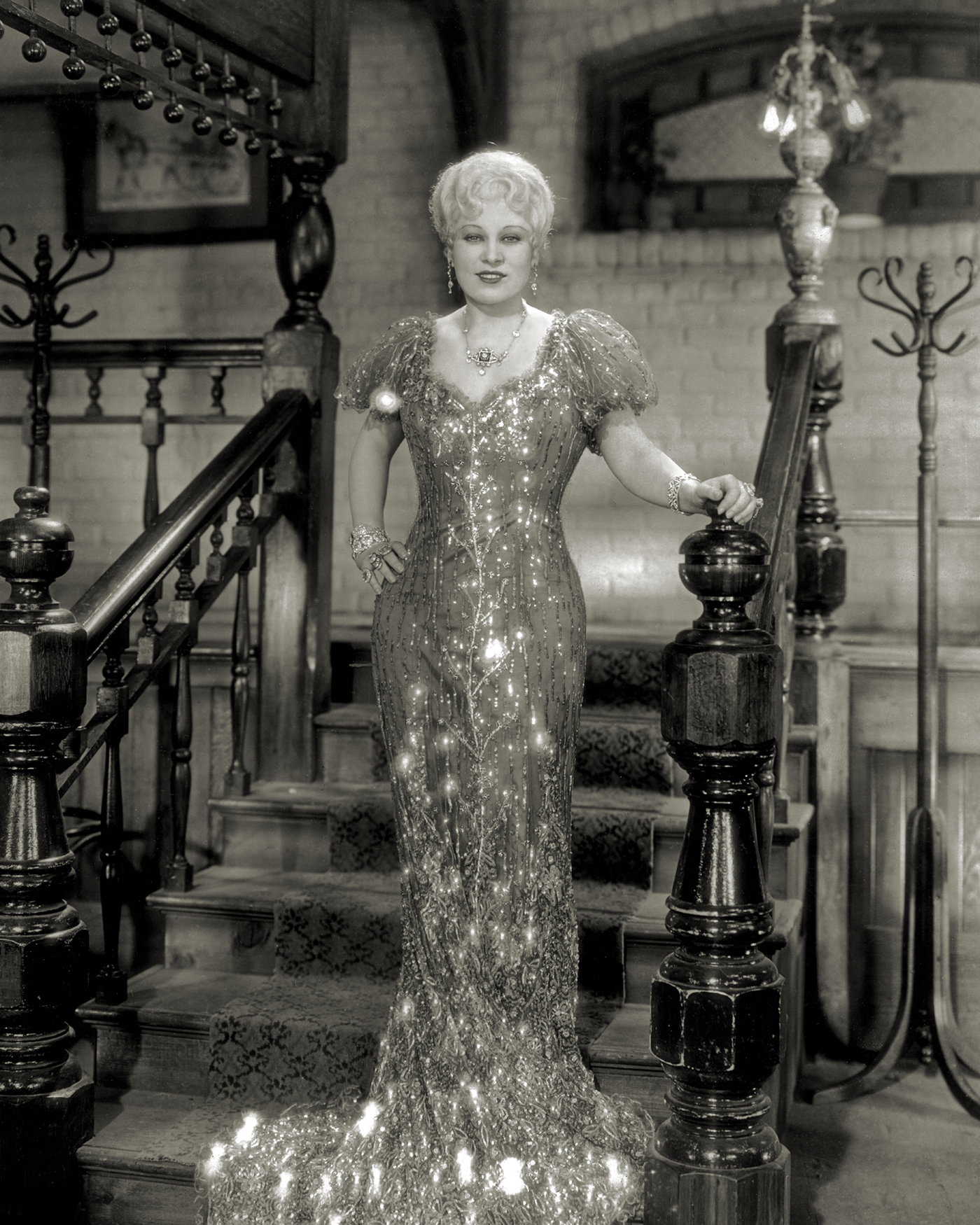
Mae West a la pel·lícula

- Gilbert Roland com Sergei Stanieff
- Noah Beery Sr. com Gus Jordan
- David Landau com Dan Flynn
- Rafaela Ottiano com Rita
- Dewey Robinson com Spider Kane
- Rochelle Hudson com Sally
- Tammany Young com Chuck Connors
- Fuzzy Knight com Ragtime Kelly
- Grace La Rue com Frances Kelly
- Robert Homans com Doheney
- Louise Beavers com Pearl

## Producció
La pel·lícula va ser dirigida per Lowell Sherman i produïda per William LeBaron. El guió va ser adaptat per Harvey F. Thew i John Bright. La música original va ser composta per Ralph Rainger, John Leipold i Stephan Pasternacki. Charles Lang va ser el responsable de la fotografia, i els vestits van ser dissenyats per Edith Head.
Blonde Venus (amb Marlene Dietrich) i Madame Butterfly (amb Sylvia Sidney), ambdues són anteriors a She Done Him Wrong, però West sempre va afirmar haver descobert a Grant per a la seva pel·lícula, afirmant que fins aleshores Grant només havia fet "algunes proves amb estrelletes".
El codi Hays va declarar l'obra Diamond Lil prohibida a la pantalla i va exigir repetidament canvis per eliminar associacions o elements de l'obra, inclosos els títols suggerits amb la paraula "diamant". Finalment es va permetre l'adaptació amb la condició que no es faci referència a l'obra en publicitat o anuncis.
Rafaela Ottiano, que va interpretar la russa Rita a la versió de Broadway, va ser seleccionada per recomanació de West en el mateix paper, cosa que la va portar a treballar amb West al llarg de la seva carrera.
Louise Beavers va ser l'única actriu afroamericana que West va incorporar personalment a la pel·lícula. Volia que aparegués una dona negra amb ella. Quan va fer treballs a l'escenari i a la pantalla, West es va dedicar a actuar amb actors i actrius americans negres, ajudant a trencar la discriminació racial en l'entreteniment. Els espectacles escènics de West van donar lloc a la seva detenció per material descarat i el fet de tenir actors negres a l'escenari va ser extremadament controvertit. Amb aquesta pel·lícula, ella i els seus caps de Paramount van fer els trets: les estrelles negres van aparèixer en algunes de les seves pel·lícules després d'aquesta.

## Recepció

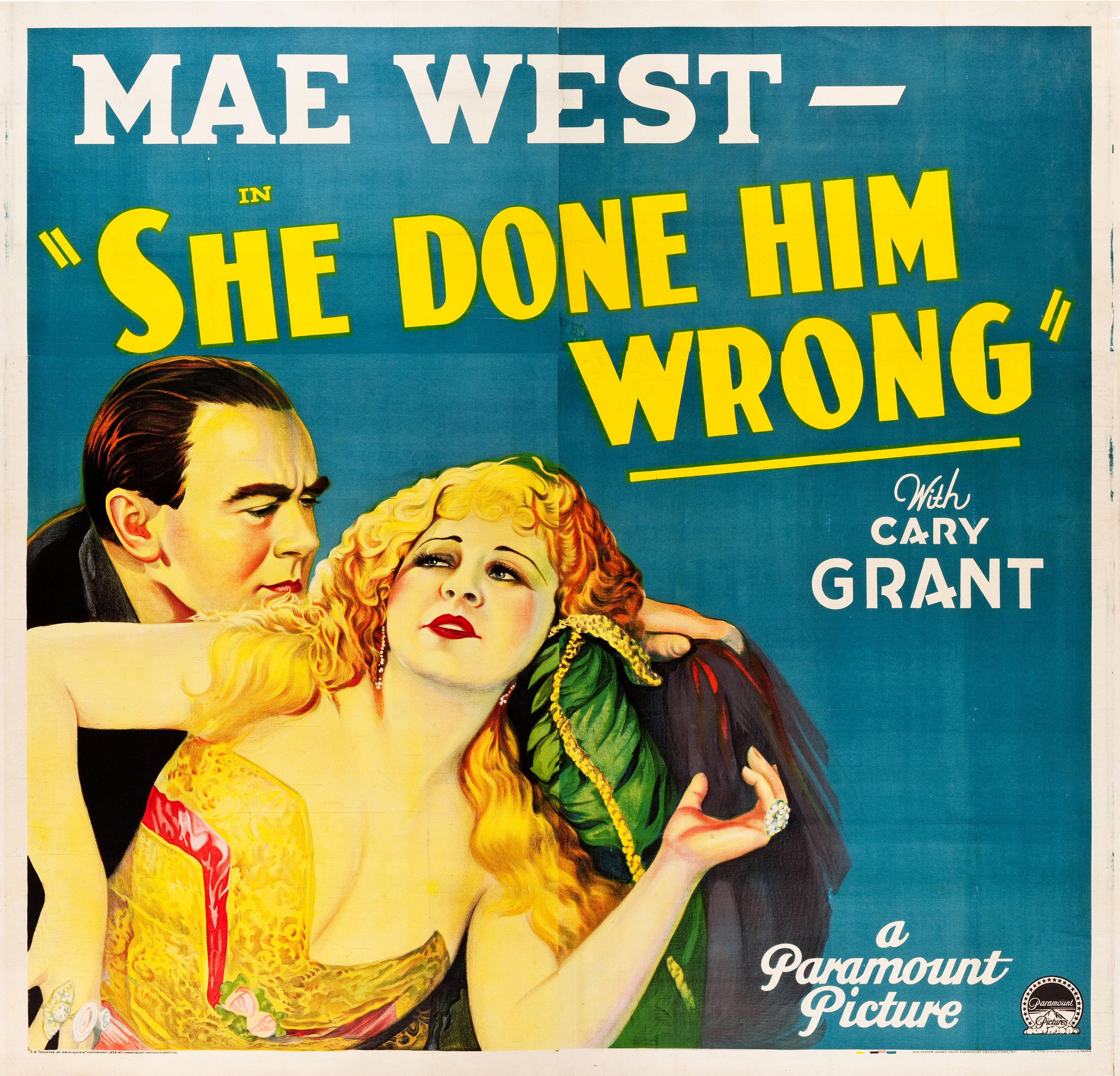
Cartell d'estrena alternatiu amb Owen Moore a la foto

La pel·lícula va ser un èxit de taquilla, amb una recaptació de 2.000.000 dòlars nacionals amb un pressupost de 200.000 dòlars. "Bige" de Variety va donar a She Done Him Wrong una crítica negativa, afirmant que Paramount estava intentant apressar Mae West a l'estrellat donant-li la seva pròpia pel·lícula i la màxima facturació, i que la pel·lícula no era gaire bona sense actors coneguts i una història entretinguda, malgrat la presència dels actors extremadament coneguts Noah Beery Sr. i Owen Moore, per no parlar del prometedor Cary Grant.
She Done Him Wrong va ser nominada a l'Oscar a la millor producció, ara coneguda com a millor pel·lícula. Amb 66 minuts, és la pel·lícula més curta que ha rebut aquesta distinció.
El 1996, She Done Him Wrong va ser seleccionada per a la seva conservació al National Film Registry dels Estats Units per la Biblioteca del Congrés com a "important cultural, històricament o estèticament".

## Nota
La famosa frase de West a Cary Grant és "Per què no véns una estona i em veus?" a She Done Him Wrong . Ho va canviar per "Vine a veure'm en algun moment" a la seva propera pel·lícula I'm No Angel, estrenada el mateix any i protagonitzada per Grant.
She Done Him Wrong té algunes semblances amb The Bowery, una pel·lícula estrenada més tard el mateix any per United Artists protagonitzada pel germà de Noah Beery, Wallace. Les dues pel·lícules inclouen cadascuna un propietari d'un saloon anomenat Chuck Conners com a personatge principal (interpretat per Wallace Beery) a The Bowery i un paper més petit (interpretat per Tammany Young) a She Done Him Wrong .
El curt de dibuixos animats She Done Him Right va seguir el 1933 com una paròdia derivada de She Done Him Wrong.
Universal Pictures, a través de la seva divisió EMKA, actualment s'encarrega de la distribució de la pel·lícula.